# Doktor Faust
Doktor Faust é uma ópera de Ferruccio Busoni com um libreto alemão do próprio compositor, baseado no mito de Faust. Busoni trabalhou na ópera, que ele pretendia como sua obra-prima, entre 1916 e 1924, mas ainda estava incompleta no momento de sua morte. Seu aluno Philipp Jarnach terminou. Mais recentemente, em 1982, Antony Beaumont completou a ópera usando esboços de Busoni que antes se pensavam terem sido perdidos. Nancy Chamness publicou uma análise do libreto para Doktor Faust e uma comparação com a versão de Goethe.

## Histórico de desempenho
O Doktor Faust teve sua estreia mundial no Sächsisches Staatstheater, Dresden, em 21 de maio de 1925, usando a versão concluída por Philipp Jarnach. A estréia foi conduzida por Fritz Busch, produzido por Alfred Reucker e projetado por Karl Danneman. Nos anos seguintes, a ópera foi realizada em muitas das casas de ópera da Alemanha, incluindo as de Dortmund, Duisburg, Karlsruhe, Weimar e Hanover em 1925; Hanover e Wiesbaden em 1926; e Stuttgart, Dortmund, Hannover, Colônia, Leipzig, Hamburgo e Frankfurt em 1927. A ópera finalmente chegou a Berlim no dia 27 de outubro de 1927, com uma apresentação no Staatsoper am Platz der Republik. O trabalho foi realizado novamente em Hannover e em Praga, a primeira apresentação fora da Alemanha, em junho de 1928.
Sua primeira apresentação na Inglaterra foi em 17 de março de 1937, em uma versão de concerto apresentada no Queen's Hall, em Londres, conduzida por Sir Adrian Boult. A ópera foi cantada na tradução para o inglês preparada por Edward J. Dent, produzido por Edward Clark, e estrelou Dennis Noble como Faust e Parry Jones como Mephistopheles. Uma segunda versão do concerto foi apresentada no Royal Festival Hall, Londres, no dia 13 de novembro de 1959, novamente conduzido por Boult, com Dietrich Fischer-Dieskau no papel-título e Richard Lewis como Mefistófeles. A estréia no palco no Reino Unido não ocorreu até 1986, quando foi montada em Londres na English National Opera, a partir de 25 de abril, com os maestros Mark Elder e Antony Beaumont. Thomas Allen cantou Faust e Graham Clark, Mefistófeles. A performance foi cantada na tradução de Dent e usou o novo final de Antony Beaumont.
A ópera recebeu sua estréia italiana no Maggio Musicale Fiorentino em 28 de maio de 1942, sob o comando de Fernando Previtali e estrelando Enzo Mascherini como Faust, Renato Gigli como Mefistofele e Augusta Oltrabella como duquesa. Previtali conduziu outra produção notável da ópera naquela casa em 1964 com Renato Cesari como Faust, Herbert Handt como Mefistofele e Luisa Maragliano como duquesa. La Scala encenou a ópera pela primeira vez em 16 de março de 1960, sob o maestro Hermann Scherchen, com Dino Dondi no papel-título, Aldo Bertocci como Mefistofele e Margherita Roberti como duquesa.
A primeira apresentação do Doktor Faust na França ocorreu no Théâtre des Champs-Élysées em 19 de junho de 1963. Pouco tempo depois, o trabalho estreou nos Estados Unidos em 1º de dezembro de 1964, em um formato de concerto apresentado pela American Opera Society no Carnegie Hall . A produção foi conduzida por Jascha Horenstein e estrelou Dietrich Fischer-Dieskau no papel-título, com George Shirley como Mephistopheles e Ingrid Bjoner como Duquesa de Parma. A primeira encenação da obra nos Estados Unidos foi realizada em 25 de janeiro de 1974 em Reno, Nevada, pela Nevada Opera Company, conduzida por Ted Puffer no Pioneer Center for the Performing Arts . A ópera foi apresentada em tradução inglesa de Ted e Deena Puffer e estrelou Daniel Sullivan como Faust e Ted Rowland como Mefistófeles.
Embora certamente não seja uma das óperas mais frequentemente executadas, o Doktor Faust foi produzido várias vezes nos últimos vinte e cinco anos. As empresas que realizaram o trabalho incluem: Opernhaus Graz, Áustria, (1965), Teatro Comunale di Bologna (1985), Palais Garnier (1989), La Scala (1989), New York City Opera (1992), Salzburgo Festival (apresentado pela Opéra National de Lyon, 1999), Staatsoper Unter den Linden (2006) e Berlin State Opera (2008), entre outros. A Metropolitan Opera montou sua primeira produção da obra em 2001, com Thomas Hampson no papel-título, Robert Brubaker como Mephistopheles e Katarina Dalayman como duquesa. A San Francisco Opera realizou o trabalho pela primeira vez em uma coprodução com o Staatsoper Stuttgart em 2004, com Rodney Gilfry no papel-título, Chris Merritt como Mephistopheles e Hope Briggs como duquesa. Uma performance de 2006 da ópera na Ópera de Zurique foi filmada ao vivo e lançada em DVD. A produção estrelou Thomas Hampson no papel-título e foi conduzida por Philippe Jordan (veja detalhes adicionais aqui).

## Funções
| Função | Tipo de voz                                         | Estreia do elenco, 21 de maio de 1925 (Maestro: Fritz Busch)                                                                        |
| --- | --------------------------------------------------- | --- |
| O poeta | falada                                              | Erich Ponto |
| Doktor Faust | barítono                                            | Robert Burg |
| Wagner, seu famulus, depois reitor magnificus | graves                                              | Willy Bader |
| Mefistófeles, sexta voz, um homem vestido de preto, um monge, um arauto, capelão da corte, correio, vigia noturno                                                | tenor                                               | Theo Strack |
| O Duque de Parma | tenor ou barítono                                   | Josef Correck |
| A duquesa de Parma | soprano                                             | Meta Seinemeyer |
| Mestre de cerimônias | graves                                              | Adolf Schoepflin |
| O irmão da menina, um soldado | tenor ou barítono                                   | Rudolf Schmalnauer |
| Um tenente | tenor                                               | Ludwig Eybisch |
| Primeiro aluno de Cracóvia | tenor                                               | E. Meyerolbersleben |
| Segundo aluno de Cracóvia | tenor                                               | Paul Schöffler |
| Terceiro aluno de Cracóvia | graves                                              | Wilhelm Moy |
| Teólogo | barítono                                            | Robert Büssel |
| Estudante de Direito | barítono                                            | Wilhelm Moy |
| Cientista natural | barítono                                            | Heinrich Hermanns |
| Primeiro aluno de Wittenberg | tenor                                               | Heinrich Tessmer |
| Segundo aluno de Wittenberg | tenor                                               | E. Meyerolbersleben |
| Terceiro aluno de Wittenberg | tenor                                               | Ludwig Eybisch |
| Quarto aluno de Wittenberg | barítono                                            | Paul Schöffler |
| Gravis, primeira voz espiritual | graves                                              | Heinrich Hermanns |
| Levis, segunda voz espiritual | graves                                              | Robert Büssel |
| Asmodus, terceira voz espiritual | barítono                                            | Paul Schöffler |
| Beelzebuth, quarta voz espiritual | tenor                                               | Heinrich Kuppinger |
| Megäros, quinta voz espiritual | tenor                                               | Ludwig Eybisch |
| Vozes do alto | soprano soprano alto alto tenor tenor graves graves | Erna Berger Irmgard Quitzow Adelma von Tinty Elfriede Haberkorn Ludwig Eybisch E. Meyerolbersleben Paul Schöffler Heinrich Hermanns |
| Coro: frequentadores de igrejas, vozes espirituais, soldados, cortesãos, católicos e luteranos estudantes, caçadores, camponeses; Dançarinos: páginas de esgrima |                                                     | |

## Instrumentação
A orquestra consiste em: 3 flautas (flautim), 3 oboés (trompa inglesa), 3 clarinetes (clarinete baixo), 3 fagotes (contrabassoon); 5 cornetas, 3 trombetas, 3 trombones, tuba; tímpanos, percussão (triângulo, bateria, tambor militar, pratos, tam-tam, xilofone, bumbo, glockenspiel, celesta), 2 harpas; órgão; cordas. Música de palco: 3 trombetas, 2 trombones; sinos; tímpanos; cordas (violino, viola, violoncelo).

## Sinopse
A ópera contém dois prólogos, um intermezzo e três cenas.

### Symphonia
Introdução orquestral: vésperas da Páscoa e augúrios da primavera. A orquestra começa com imitações de sino; depois, o coro, por trás da cortina, canta a única palavra: "Pax".

### O poeta fala
Em frente à cortina, o poeta fala aos espectadores explicando por que ele abandonou suas idéias anteriores de usar Merlin e Don Juan como assunto a favor de Faust. Esta introdução falada enfatiza as origens da peça no teatro de marionetes. (Esta seção é frequentemente omitida.)

### Prólogo 1
Wittenberg, Alemanha, durante a Idade Média.
Faust é o Reitor Magnífico da universidade. Enquanto ele está trabalhando em um experimento em seu laboratório, Wagner, seu aluno, traz a notícia de três estudantes de Cracóvia, que chegaram sem aviso prévio para dar a Faust um livro sobre magia negra, Clavis Astartis Magica (A Chave da Magia de Astarte). Faust reflete sobre o poder que em breve será dele. Os alunos sobem ao palco e dizem a ele que este livro é para ele. Quando Faust pergunta o que ele deve dar em troca, eles dizem apenas "Mais tarde". Ele então pergunta se os verá novamente, e eles responderão "Talvez". Eles então partem. Wagner reaparece e, depois de fazer perguntas a Faust, diz ao professor que ele não viu ninguém entrar ou sair. Faust conclui que esses visitantes eram sobrenaturais.

### Prólogo 2
Meia-noite da mesma noite.
Faust abre o livro e segue suas instruções. Ele faz um círculo no chão, entra nele e pede a Lúcifer que apareça. Uma luz pálida é vista ao redor da sala e então vozes invisíveis se materializam. Faust então deseja, como sua "Vontade", espíritos à sua disposição. Cinco chamas aparecem, servos de Lúcifer, mas Fausto não está impressionado com suas reivindicações de velocidade. A sexta chama/voz, Mefistófeles, afirma que "sou tão rápido quanto os pensamentos do homem" ("als wie des Menschen Gedanke"). Faust então aceita Mefistófeles como servo. Ele exige que todos os seus desejos sejam atendidos, para ter todo o conhecimento e o poder do gênio. Mefistófeles, em troca, diz que Fausto deve servi-lo após a morte, do qual Fausto recua a princípio. Mefistófeles lembra Faust que seus credores e inimigos estão à porta. Com a aprovação de Faust, Mefistófeles faz com que caiam, mortos. Então, com o coro a distância cantando um 'Credo' na manhã de Páscoa, Faust assina o pacto de sangue, se perguntando o que aconteceu com sua 'Vontade'. Ele desmaia ao perceber que perdeu a alma. Mefistófeles alegremente aceita o contrato.

### Intermezzo
A essa altura, Faust já seduziu a donzela Gretchen. Em uma capela, seu irmão, um soldado, reza para encontrar e punir o violador da honra de sua irmã. Mefistófeles aponta o soldado para Fausto, que quer matá-lo, mas não com as próprias mãos. Mefistófeles se disfarça de monge e se oferece para ouvir a confissão do soldado. Uma patrulha militar, secretamente dirigida por Mefistófeles, entra e mata o soldado, alegando que o soldado havia assassinado seu capitão. A morte do soldado deve pesar na consciência de Fausto.

### Hauptspiel [Ação principal]

#### Ato 1
O Parque Ducal de Parma, Itália
A cerimônia de casamento do duque e da duquesa de Parma está em andamento. O Mestre de Cerimônias anuncia um convidado, o famoso mágico Dr. Faust. Fausto entra com seu arauto (Mefistófeles). A duquesa é imediatamente ferida por Fausto; o duque supõe que "o inferno o enviou aqui". Faust altera a atmosfera da noite para poder realizar seus feitos mágicos. O primeiro, a pedido da duquesa, é a visão do rei Salomão e da rainha Balkis, que se assemelham respectivamente a Fausto e à duquesa. O segundo é Sansão e Dalila. O terceiro é João Batista com Salomé. Um executor (parecido com o duque) ameaça o batista (semelhante a Fausto), mas a duquesa grita que o batista deve ser salvo. De lado, Faust pede à duquesa que fuja com ele, mas ela hesita, se quiser. O duque declara o show de mágica concluído e anuncia o jantar. Mefistófeles adverte Fausto a fugir, pois a comida está envenenada. A duquesa volta para dizer a Faust que ela o acompanhará. Mefistófeles, disfarçado de capelão da corte, volta com o duque e o aconselha a não perseguir Fausto e a duquesa. Em vez disso, ele aconselha o duque a se casar com a irmã do duque de Ferrara, que está ameaçando a guerra contra o duque de Parma.

#### Intermezzo sinfônico
In modo d'una Sarabanda [No estilo de um Sarabande]

#### Ato 2
Em uma taberna em Wittenberg
Alguns alunos falam de Platão e metafísica, com Faust presente. Depois que Faust respondeu a uma pergunta dizendo que "nada é provado, e nada é provável", com uma citação de Martin Luther, os estudantes católicos e protestantes começam a brigar. Uma vez que isso diminuiu, Faust relembra seu caso com a Duquesa. Mefistófeles, disfarçada de mensageira, traz a notícia de que ela morreu e enviou um presente para Faust. Este é o cadáver de um bebê, e Mefistófeles o joga aos pés de Fausto. Mefistófeles conta aos alunos a sedução de Faust pela duquesa e o subsequente abandono. Mefistófeles então transforma o bebê morto em um pacote de palha e atira fogo nele, de onde vem uma visão de Helena de Tróia. Os alunos recuam e Mefistófeles parte. Faust tenta abraçar a visão, mas ela escapa. Em seu lugar, os três estudantes de Cracóvia se materializam, exigindo o retorno do livro de magia. Faust diz a eles que ele a destruiu. Os alunos então dizem a ele que ele morrerá à meia-noite.

#### Ato 3
Uma rua de Wittenberg, na neve, fora da igreja.
Mefistófeles, disfarçado de Vigia Noturno, anuncia que são onze horas. Wagner, o sucessor de Faust como reitor da universidade e agora residente na antiga casa de Faust, se despede de um grupo de estudantes. Faust entra sozinho e vê sua antiga casa. Vozes da igreja cantam julgamento e salvação. Faust quer tentar se redimir com uma boa ação final. Ele vê uma mendiga com um filho e percebe que ela é a duquesa. Ela lhe entrega a criança, diz que ainda há tempo para concluir seu trabalho antes da meia-noite e depois desaparece. Faust então tenta entrar na igreja, mas o Soldier (do Intermezzo) se materializa para bloquear seu caminho. Faust tenta orar, mas não consegue se lembrar das palavras. À luz da lâmpada do Vigia Noturno, Faust vê a figura do Cristo crucificado se metamorfosear na de Helena de Troia. "Gibt es keine Gnade?" ["Não há piedade?"], Ele canta. (Neste ponto da versão de Beaumont, Faust canta "Euch zum Trotze... die wir nennen böse.... Um outro morrer Einsicht meiner Reife bricht sich nun eure Bosheit und der der errungnen Freiheit erlischt Gott und Teufel zugleich. " ["Eu te desafio... a quem chamamos de mal.... Sua malícia rompe com o insight superior de minha maturidade e, na liberdade adquirida por mim, Deus e o Diabo juntos deixam de existir".]) Paralelamente ao prólogo I, Faust forma um círculo no chão. Ele então entra nela com o corpo da criança e, com um último esforço supremo, ele transfere sua força vital para a criança. O Vigia Noturno chama a meia-noite; Fausto cai morto; um jovem nu se levanta com um galho florescendo na mão direita e caminha para a noite. O Vigia Noturno, agora revelado como Mefistófeles, vê o corpo de Faust no chão e pergunta: "Sollte dieser Mann verunglückt sein?" ["Este homem encontrou algum infortúnio?" ] No final de Beaumont, Mefistófeles joga o corpo de Fausto nos ombros e vai embora; vozes distantes repetem as palavras finais de Fausto: "Blut meines Blutes, Glied meines Gliedes, dirmich ich mein Leben, ich, Faust, ich, Faust, ein ewiger Wille". ["Sangue do meu sangue, membro do meu membro, eu te dou a minha vida, eu, Fausto, eu, Fausto, uma vontade eterna."]

### Epílogo
O poeta fala com os espectadores. (Esta seção é frequentemente omitida.)

## Gravações
Gravações de áudio
- 1959: Dietrich Fischer-Dieskau (Faust), Richard Lewis (Mephistopheles), Heather Harper (Duquesa de Parma), John Cameron (Duque de Parma), Ian Wallace (Wagner); Orquestra Filarmônica de Londres, Royal Academy of Music Chorus; Sir Adrian Boult, maestro (versão Jarnach com cerca de 20 minutos de música omitida; transmissão completa de rádio, 205 minutos [inclui Glyndebourne Arlecchino de 1954]: performances imortais IPCD 1017-3; gravação abreviada da transmissão de rádio, 74 minutos: LPO 0056).[17]
- 1970: Dietrich Fischer-Dieskau (Faust), William Cochran (Mephistopheles), Hildegard Hillebrecht (duquesa de Parma), Anton de Ridder (duque de Parma), Karl-Christian Kohn (Wagner); Orquestra Sinfônica de Rádio da Baviera e Coro; Ferdinand Leitner, maestro (Deutsche Grammophon; versão Jarnach, uma performance de estúdio para transmissão de rádio pela Bavarian Radio com financiamento da União Europeia, a partir das notas da primeira edição, com cortes na partitura;[18][19] veja detalhes adicionais aqui).
- 1998: Dietrich Henschel (Faust), Kim Begley (Mephistopheles), Torsten Kerl (Duque de Parma)), Eva Jenisova (Duquesa de Parma), Markus Hollop (Wagner/O Mestre de Cerimônias), Detlef Roth (O irmão da garota), Dietrich Fischer-Dieskau (orador); Orchester e Choeur da Ópera Nacional de Lyon; Kent Nagano, maestro (Erato; edição Beaumont, com a escolha da cena final de Jarnach ou Beaumont através da programação do CD player; (Grammy Award de Melhor Gravação de Ópera de 2001); veja detalhes adicionais aqui).

### Gravações em vídeo
- 2006: Thomas Hampson (Faust), Gregory Kunde (Mephistopheles), Sandra Tratmigg (Duquesa de Parma); Orquestra e coro da Ópera de Zurique; Philippe Jordan, maestro (Arthaus Musik DVD e Blu-ray Disc; versão Jarnach, tirada de apresentações ao vivo, com cortes na partitura; veja detalhes adicionais aqui).